# Шумсько-Кольонія
Шумсько-Кольонія (пол. Szumsko-Kolonia) — село в Польщі, у гміні Ракув Келецького повіту Свентокшиського воєводства.
Населення — 169 осіб (2011).
У 1975-1998 роках село належало до Келецького воєводства.

## Демографія
Демографічна структура на день 31 березня 2011 року:
|          | Загалом | Допрацездатний вік | Працездатний вік | Постпрацездатний вік |
| -------- | ------- | ------------------ | ---------------- | -------------------- |
| Чоловіки | 93      | 13                 | 66               | 14                   |
| Жінки    | 76      | 8                  | 48               | 20                   |
| Разом    | 169     | 21                 | 114              | 34                   |